# Teerineva
Teerineva är en sumpmark i Finland. Den ligger i Tavastkyro i landskapet Birkaland, i den sydvästra delen av landet, 200 km nordväst om huvudstaden Helsingfors.